# 1.5車線的道路整備
1.5車線的道路整備（1.5しゃせんてきどうろせいび）とは、日本において中山間地域など、交通量が比較的少ない地域の道路で、1車線のまま改良する区間と2車線に拡幅する区間または2車線化改良済み区間の活用を組み合わせた道路整備の手法である。（1.5車線の幅員という意味ではない）

## 概要
道路構造令第3条2項に基づき原則は全区間2車線で整備すべき第3種第4級の道路を、同条文の但し書き規定を適用し、一部の区間について第3種第5級の規格を適用し、2車線での改良（2車線化改良済み区間の活用を含む）と1車線での改良を組み合わせた道路整備手法である。中山間地域など交通量の少ない地域において、通常の2車線の道路整備を行うと、完成まで時間を要し、建設・維持管理に必要なコストが増大し、また自然環境に大きな影響を与えることとなる。そのため、1車線から2車線に拡幅すべき区間を一部とし、その他の区間は待避所の設置や視距改良を行うことで整備コストの抑制に効果的となっている。これによって、規格は低くなるものの、地域住民の利便性の向上を基本とした道路整備を行うことができるようになる。
元々はこの但し書き規定に着目した高知県が1997年（平成9年）から独自に導入していた整備手法であった（後述）が、地域の実情に応じた道づくりを推進し、道路整備のコストの縮減を図るため、道路構造の選択肢を広げることを目的として、2003年7月24日の道路構造令改正で「小型道路（乗用車専用道路）」「高規格幹線道路等における追越区間付き完成2車線構造」が新規導入され、これを受けて翌2004年（平成16年）2月に21年ぶりに改訂された解説書「道路構造令の解説と運用」（日本道路協会）において、既存規定の弾力的な運用の考え方の例として「1.5車線的道路整備」の手法が明記された。
さらに、2011年8月30日に改正された道路法第30条第3項に「都道府県道及び市町村道の構造の技術的基準は、政令で定める基準を参酌して、当該道路の道路管理者である地方公共団体の条例で定める」と明記されたことで、都道府県道や市町村道の整備にあたっては地域の実情に合わせたより柔軟な対応が可能となった。なお、指定区間外（都道府県管理）の一般国道に「1.5車線的道路整備」を導入するか否かに関しては都道府県ごとに対応が分かれており、愛知県や鹿児島県が一般国道を1.5車線的整備の対象に含めない一方で、新潟県では生活幹線道路として位置づけられる指定区間外の一般国道においても、日交通量が1,500台/日を下回り、交通量が大きく増えない場合で、地域住民の合意形成を図ることができる場合に限り、1.5車線的整備を検討する対象に含めている。

## 高知県での取り組み
先述したように「1.5車線的道路整備」を初めて導入したのは高知県であり、1997年（平成9年）のことである。背景として、高知県には急峻な地形が多く、幅員が5.5 m（メートル）以上の県道が総延長の30％という全国で最低レベルの水準だったことがある。当時は公共投資が減る中で、住民からは「2車線でなくても良いので早く整備してほしい」という声があったので、高知県は1.5車線的道路整備を考案し、県単独事業として7つのモデル路線で実施・検証を行った。その結果、工期および事業費を大幅に削減できた。例えば、高知県道十和吉野線における整備では、事業費が2車線整備で行うより3分の1となった。そこで、効率性がある整備手法と判断して他の区間でも導入を進めることになった。その後、高知県は国へ説明・要望を行い、2003年（平成15年）からは国の補助事業としても実施が可能になった。事業費削減の分、整備進捗が早くなり、この整備方法を好意的に受け止める住民は多くなった。1.5車線的道路整備を補完する形として、高知工科大学と共同で中山間道路走行支援システムの開発が行われ、2010年（平成22年）度末では高知県内の29ヶ所で導入が行われた。